# Вилијамс (Аризона)
Вилијамс (енгл. Williams) град је у америчкој савезној држави Аризона. По попису становништва из 2010. у њему је живело 3.023 становника.

## Демографија
Према попису становништва из 2010. у граду је живело 3.023 становника, што је 181 (6,4%) становника више него 2000. године.
| Група             | 2000.         | 2010.         |
| Белци             | 1.713 (60,3%) | 1.781 (58,9%) |
| Афроамериканци    | 82 (2,9%)     | 51 (1,7%)     |
| Азијати           | 38 (1,3%)     | 30 (1,0%)     |
| Хиспаноамериканци | 919 (32,3%)   | 1.075 (35,6%) |
| Укупно            | 2.842         | 3.023         |